# Alejandro Machuca
Alejandro Machuca Gallardo (Tebicuary-mi, Paraguari
, Paraguay; 20 de febrero de 1999) es un futbolista paraguayo. Juega de arquero y su equipo actual es el Guaireña FC de la División Intermedia.

## Trayectoria
Debutó el 24 de noviembre de 2017, en el partido que su equipo Libertad empató 0 a 0 ante el Deportivo Capiatá por la vigésima fecha del Torneo Clausura 2017, torneo en el que su equipo culminó en octava posición.

## Clubes
| Club                   | País          | Año           |
| ---------------------- | ------------- | ------------- |
| Libertad               | Paraguay      | 2017-presente |
| Pastoreo FC (préstamo) | Paraguay      | 2022-2023     |
| Atyrá FC               | 2023          |               |
| Guaireña FC            | 2024-presente |               |